# Ludmilla, the lioness
|  | Denne artikel er oprettet af botten PalnaBot ud fra en ekstern database. Den kan derfor have sproglige fejl eller mangler. Denne skabelon kan fjernes efter kontrol af indholdet. |

Ludmilla, the lioness er en dansk animationsfilm fra 2004 instrueret af Sébastien Fraboulet.

## Handling
Ludmilla, The Lioness er en animationsfilm inspireret af klassisk tunesisk historier, et moderne eventyr og en spiral fortælling. Forløbet følger en kvinde, Aysha, der går i en ørken og lever en lukket eksistentialistisk tilværelse. Ludmilla følger hende på afstand og gænger Aysha igennem hele historien til hendes endelige mål.